# کارل گریمبرگ

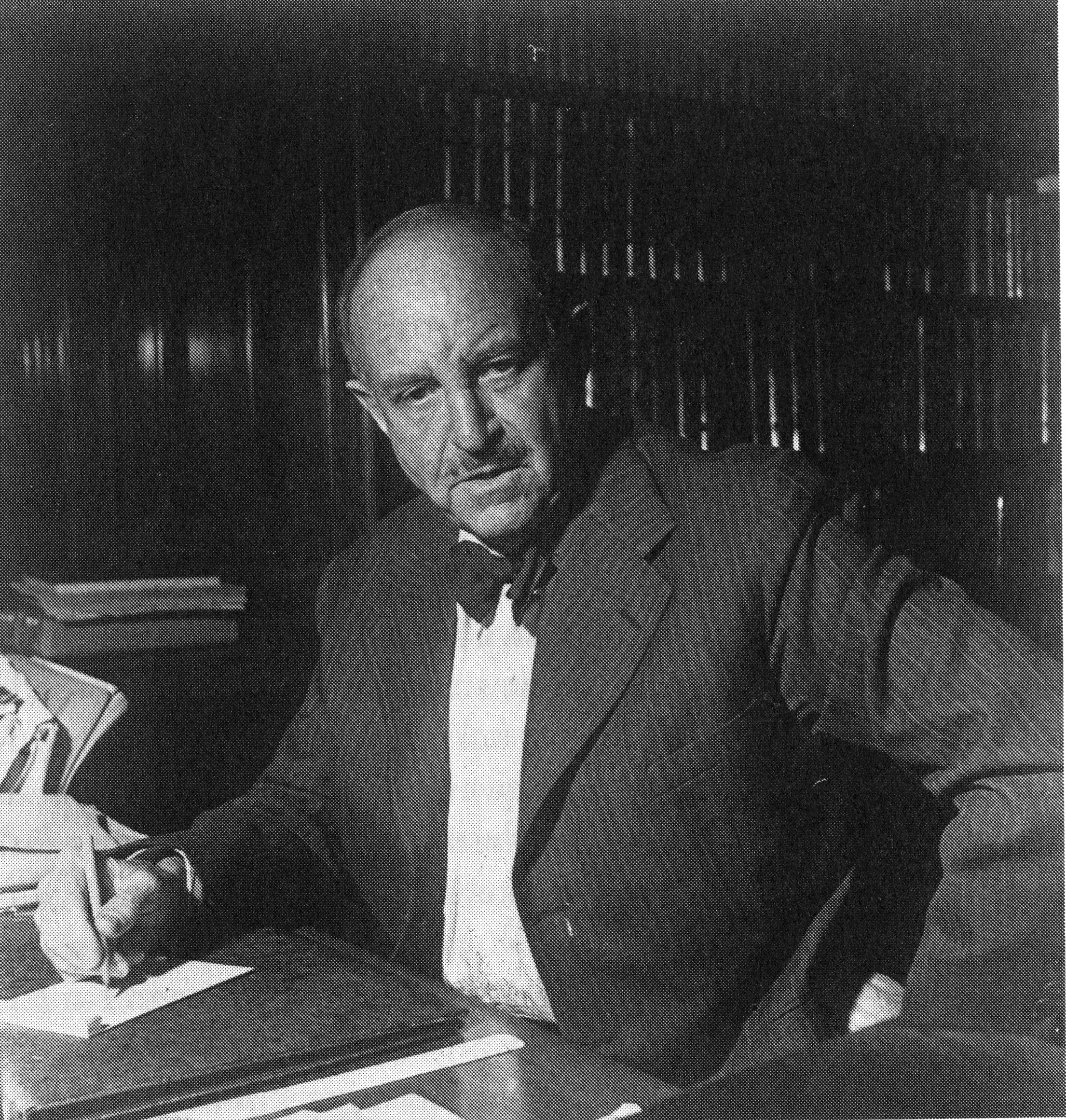
در کتابخانه

کارل گریمبرگ (به انگلیسی: Carl Grimberg) زاده ۲۲ سپتامبر ۱۸۷۵ در شهر یوتبری، تاریخ‌نگار سوئدی است که با نوشتن کتاب تاریخ سوئد (Svenska folkets underbara öden) در مدت ۱۱ سال از ۱۹۱۳ به شهرت رسید. وی سپس در سال ۱۹۲۶ کار انتشار کتاب تاریخ بزرگ جهان را آغاز نمود که پیش از اتمام این کار در سال ۱۹۴۱ درگذشت. گریمبرگ در سال ۱۹۱۸ با اِوآ اِسپارِه (Eva Sparre) ازدواج کرد.

## تاریخ بزرگ جهان
کتابِ دوازده‌جلدیِ تاریخِ عمومی جهان است که واپسین دفترهایش پس از مرگِ گریمبرگ به قلمِ شاگردانش نوشته و منتشر شد. این کتاب زیرِ نظرِ محمّدعلی اسلامی ندوشن به فارسی هم درآمده و منتشر شده است.

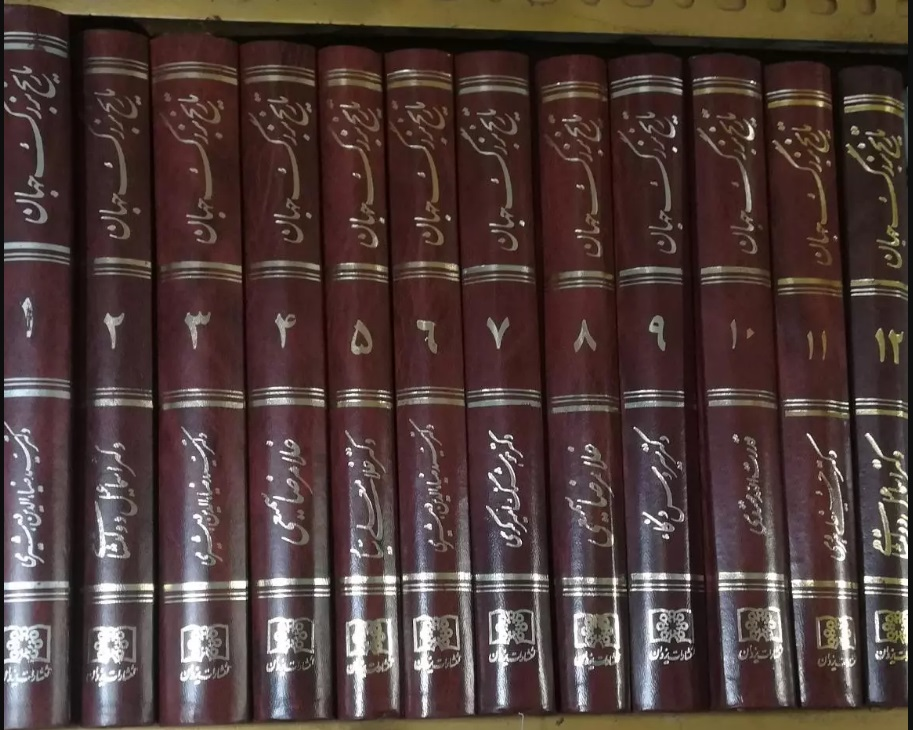
نسخهٔ فارسیِ تاریخ بزرگ جهان